# 文件夹

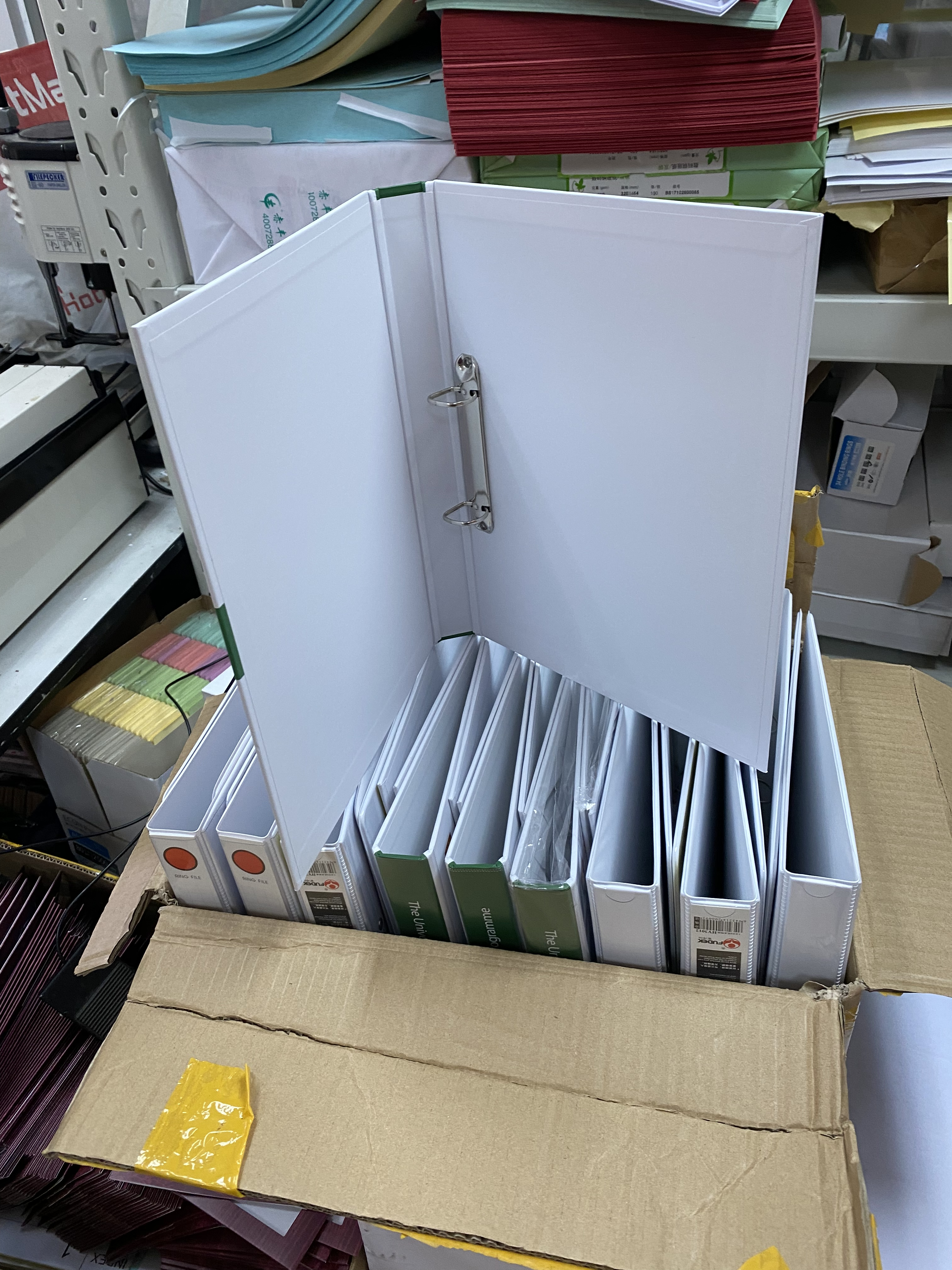
文件夾

文件夹是一种用于归类放置文件、打印纸等文档的容器类文具。一般在文具店可以购买到。通常学生和办公室需要用到文件夹。一般的文件夾只是將紙夾起來方便攜帶，有一些會有兩個環，紙張需要打孔才能在文件夾中使用。